# 煎じ物
煎じ物（せんじもの）とは、薬草や身体に良い成分を含む植物の一部分（陳皮・桑皮など）を煎じて作った飲料のこと。茶外茶の一種。煎じて液を作るための原料、生薬をも指す場合がある。

## 概要
室町時代には抹茶と並んで煎じ茶などの煎じ物も別箇に売られていたことが、『七十一番職人歌合』二十四番に登場する煎じ物売及びこれに対比される一服一銭（抹茶売）の絵より知ることが出来る。